# تيد ألفيلن
تيد ألفيلن (بالإنجليزية: Ted Alflen)‏؛ مواليد 13 سبتمبر 1946 في رينو، نيفادا، هو لاعب كرة قدم أمريكي.

## وصلات خارجية
- تيد ألفيلن على موقع مرجع كرة القدم المحترفة.كوم (الإنجليزية)